# 菊地和博
菊地 和博（きくち かずひろ、1949年 - ）は、日本の民俗学者、東北文教大学人間科学部特任教授。専攻は民俗学・民俗芸能論。

## 来歴
山形県東根市に生まれる。法政大学文学部哲学科を卒業する。1973年から2000年まで山形県立高等学校教諭を務めた後、2000年に東北芸術工科大学東北文化研究センター助教授となる。2010年に東北文教大学短期大学部総合文化学科教授に就任し、2015年からは特任教授を務め、2021年4月からは東北文教大学の特任教授となる。
この間、2008年に「シシ踊り鎮魂供養の研究」で博士（文学）の学位を東北大学から取得した。

## 著書
- 『庶民信仰と伝承芸能 東北にみる民俗文化』 (岩田書院） 2002年
- 『手漉き和紙の里やまがた』 (東北出版企画） 2007年
- 『やまがた民俗文化伝承誌』 (東北出版企画） 2009年
- 『シシ踊り一鎮魂供養の民俗』 (岩田書院） 2012年
- 『やまがたと最上川文化』 (東北出版企画） 2013年
- 『民俗行事と庶民信仰』 (東北出版企画） 2015年
- 『東北の民俗芸能と祭礼行事』 (清文堂） 2017年
- 『若宮八幡神社太々神楽』(阿古耶書房）　2023年
- 『東北の民俗歴史論』(清文堂）　2025年
- 『東北の民俗歴史論ー儀礼・祭礼・芸能ー』（清文堂）2025年

### 共編著
- 『ザ・エピソード山形おもしろものがたり』 (共著、みちのく書房） 1996年
- 『最上川と羽州浜街道』 (共著、吉川弘文館） 2001年
- 『東根市史』通史篇下巻(共著、東根市） 2002年
- 『東北学への招待』(編著、角川書店） 2004年
- 『図説 東根市史』 (共著、東根市） 2006年

### 共編
- 『東北学への招待』（赤坂憲雄共編集責任、京都造形芸術大学編、角川学芸出版） 2004年
- 『講座 東北の歴史 第五巻 信仰と芸能』(編著、清文堂） 2014年
- 『民俗芸能探訪ガイドブック』(共著、図書刊行会） 2013年
- 『再発見 ひがしねの伝承文化ガイドブック』(監修） 2023年

## 論文
- <菊地和博